# Lyman Young
Lyman Young (* 20. Oktober 1893 in Chicago, Illinois; † 12. Februar 1984 in Port Angeles, Washington) war ein US-amerikanischer Cartoonist und Comiczeichner und der ältere Bruder von Chic Young. Sein bekanntester Comicstrip Tim Tyler’s Luck erschien unter diversen Titeln auch im deutschsprachigen Raum.

## Leben und Werk
Nach einer Ausbildung am Chicago Art Institute diente Young während des Ersten Weltkrieges in der Armee.  Er arbeitete nach dem Krieg zunächst als Verkäufer, bevor er 1924 den Strip The Kelly Kids von C. W. Kahles, den dieser fünf Jahre zuvor geschaffen hatte, übernahm. Sein erster eigenständiger Strip war 1927 The Kid Sister, ein Ableger aus The Kelly Kids. Sein bekanntester Strip Tim Tyler’s Luck, die Geschichte eines Waisenjungen, der davon träumt, Pilot zu werden, und dessen Abenteuer seit Beginn der 1930er in Afrika spielen, debütierte am 13. August 1928 und wurde von Young bis in die 1950er Jahre fortgeführt. Als Sonntagsseite erschien Tim Tyler’s Luck ab dem 19. Juli 1931. Im Laufe der Zeit assistierten Young unter anderem Alex Raymond, Burne Hogarth, Clark Haas, Tony DiPreta, Nat Edson und Tom Massey.
In Deutschland erschien Tim Tyler’s Luck Ende der 1930er Jahre erstmals als Tim und Tom in der Micky Maus Zeitung. Vom Buchfilm Verlag wurde 1951 eine Broschüre unter dem Titel Jochen und Klaus in Afrika herausgebracht. Der Zauberkreis Verlag verwendete von 1958 bis 1961 denselben Titel in der Reihe Kasperle. Weitere deutschsprachige Verlage, die Tim Tyler’s Luck herausgaben, waren der Aller Verlag, Melzer und Feest.
Im 1977 erhielt Young von der National Cartoonists Society den Silver T-Square Award.